# Lepanthes incredibilis
Lepanthes incredibilis är en orkidéart som beskrevs av Carlyle August Luer och Roberto Vásquez. Lepanthes incredibilis ingår i släktet Lepanthes och familjen orkidéer.
Artens utbredningsområde är Bolivia. Inga underarter finns listade i Catalogue of Life.